# Apeadero de Costeira
El Apeadero de Costeira, originalmente conocido como Apeadero de Alhadas, es una plataforma ferroviaria desactivada del Ramal de Figueira da Foz, situada en el ayuntamiento de Figueira da Foz, en Portugal.

## Historia

### Apertura al servicio
Este apeadero se encuentra en el tramo entre las Estaciones de Figueira da Foz y Vilar Formoso, que fue inaugurado el 3 de agosto de 1882, por la Compañía de los Caminhos de Ferro Portugueses de Beira Alta.

### Cierre del Ramal de Figueira da Foz
El Ramal de Figueira da Foz fue cerrado a la circulación ferroviaria el 5 de enero de 2009, por motivos de seguridad; la operadora Comboios de Portugal organizó un servicio de transporte de sustitución, que fue clausurado el 1 de enero de 2012.